# イエメンの国旗
イエメンの国旗（イエメンのこっき）は1990年5月22日、北イエメン（イエメン・アラブ共和国）と南イエメン（イエメン人民共和国、イエメン人民民主共和国）の統一時に制定された、上から赤・白・黒の横三色旗。
なお上下を逆にすると、ドイツ第二帝政期の国旗およびオートボルタの国旗と同じとなる。

大統領旗

## 変遷

### 北イエメン

?北イエメン(イエメン王国)の国旗(1918年 - 1923年)
?北イエメン(イエメン王国)の国旗(1923年 - 1927年)
?北イエメン(イエメン王国)の国旗(1927年 - 1962年)
?北イエメン(イエメン・アラブ共和国)の国旗 (1962年)
?北イエメン(イエメン・アラブ共和国)の国旗 (1962年 - 1990年)

### 南イエメン

?アデン植民地の旗
?南アラビア連邦の国旗(1962年 - 1967年)
?南イエメン(イエメン人民共和国、イエメン人民民主共和国)の国旗 (1967年 - 1990年)
?南イエメン(イエメン人民民主共和国)の大統領旗 (1970年 - 1990年)